# Les 1001 livres d'enfants qu'il faut avoir lus pour grandir
Les 1001 livres d'enfants qu'il faut avoir lus pour grandir (1001 Children's Books You Must Read Before You Grow Up) est un livre de référence compilé par Julia Eccleshare, avec une préface par l'illustrateur Quentin Blake. La première édition date de 2009 chez Universe/Rizzoli International. Il y a un index des titres, classés par ordre alphabétique, et un index par auteur/illustrateur, classé également par ordre alphabétique, mais par auteur/illustrateur, et non par titre de livre.
Connu pour répertorier une variété d'œuvres internationales, Les 1001 livres d'enfants qu'il faut avoir lus pour grandir présente des histoires écrites à l'origine dans une multitude de langues, dont le japonais, le slovaque, l'italien, le chinois, le suédois, le russe et le néerlandais. Pour chaque œuvre présentée, on trouve des informations sur l’auteur, un court extrait de l’œuvre et une critique rédigée par l’un des commissaires. Des illustrations font également partie du livre. Il est organisé par groupes d'âge (0-3 ans, 3+, 5+, 8+ et 12+),.
Certains des genres inclus sont la fantasy, l'aventure, l'histoire, la vie contemporaine et d'autres. Il apparaît en couverture rigide, avec 960 pages et pèse environ 1,00 kg.
La version française, compilée par Nathalie Beau, date de 2010 chez Flammarion.